# Episodi di Franklin

Franklin nella sigla iniziale

Questa è la lista degli episodi di Franklin, serie animata prodotta da Nelvana, Neurones France, Neurones Luxembourg, Neuroplanet, LuxAnimation e Alphanim e composta da sei stagioni.

## Stagioni
| N°   | Numero stagione | Episodi | Trasmissione originale | Trasmissione originale |
| ---- | --------------- | ------- | ---------------------- | ---------------------- |
| 1    | Stagione 1      | 13      | 3 novembre 1997        | 26 gennaio 1998        |
| 2    | Stagione 2      | 13      | 7 settembre 1998       | 30 novembre 1998       |
| 3    | Stagione 3      | 13      | 11 ottobre 1999        | 21 febbraio 2000       |
| 4    | Stagione 4      | 13      | 8 maggio 2000          | 30 luglio 2000         |
| 5    | Stagione 5      | 13      | 29 aprile 2002         | 22 luglio 2002         |
| 6    | Stagione 6      | 13      | 23 maggio 2004         | 8 agosto 2004          |
| Film | Film            | 4       | 17 ottobre 2000        | 6 settembre 2006       |

### Prima stagione (1997-98)
| nº | Titolo italiano | Titolo inglese                                        | Prima TV Canada  | Prima TV Italia |
| -- | --------------- | ----------------------------------------------------- | ---------------- | --------------- |
| 1  |                 | Franklin Plays the Game Franklin Wants A Pet          | 3 novembre 1997  | 21 aprile 2000  |
| 2  |                 | Hurry Up, Franklin Franklin's Bad Day                 | 6 novembre 1997  |                 |
| 3  |                 | Franklin Goes to School Franklin Is Lost              | 10 novembre 1997 |                 |
| 4  |                 | Franklin Has a Sleepover Franklin's Halloween         | 13 novembre 1997 |                 |
| 5  |                 | Franklin Rides a Bike Franklin Is Messy               | 20 novembre 1997 |                 |
| 6  |                 | Franklin Fibs Franklin's Blanket                      | 27 novembre 1997 |                 |
| 7  |                 | Franklin is Bossy Franklin's Fort                     | 8 dicembre 1997  |                 |
| 8  |                 | Finders Keepers for Franklin Franklin's New Friend    | 15 dicembre 1997 |                 |
| 9  |                 | Franklin's School Play Franklin and the Secret Club   | 25 dicembre 1997 |                 |
| 10 |                 | Franklin and the Red Scooter Franklin in the Dark     | 5 gennaio 1998   |                 |
| 11 |                 | Franklin and the Tooth Fairy Franklin Takes the Blame | 12 gennaio 1998  |                 |
| 12 |                 | Franklin's Christmas Gift Franklin's Granny           | 19 gennaio 1998  |                 |
| 13 |                 | Franklin and the Baby Franklin Goes to Day Camp       | 26 gennaio 1998  |                 |

### Seconda stagione (1998)
| nº | Titolo italiano | Titolo inglese                                      | Prima TV Canada   | Prima TV Italia |
| -- | --------------- | --------------------------------------------------- | ----------------- | --------------- |
| 14 |                 | Franklin's Visitor Franklin's Not-So-Broken Bone    | 7 settembre 1998  |                 |
| 15 |                 | Franklin's Gift Franklin Growing Up Fast            | 14 settembre 1998 |                 |
| 16 |                 | Franklin the Spy Franklin's Library Book            | 21 settembre 1998 |                 |
| 17 |                 | Franklin's Kite Franklin and the Babysitter         | 28 settembre 1998 |                 |
| 18 |                 | Franklin and the Broken Globe Franklin's Valentines | 5 ottobre 1998    |                 |
| 19 |                 | Franklin's Family Treasure Franklin's Music Lessons | 12 ottobre 1998   |                 |
| 20 |                 | Franklin Takes a Trip Franklin's Bicycle Helmet     | 19 ottobre 1998   |                 |
| 21 |                 | Franklin's Birthday Party Franklin's Nickname       | 26 ottobre 1998   |                 |
| 22 |                 | Franklin and Otter's Visit Franklin's Collection    | 2 novembre 1998   |                 |
| 23 |                 | Franklin Says Sorry Franklin and the Fire           | 9 novembre 1998   |                 |
| 24 |                 | Franklin's Garden Franklin Runs Away                | 16 novembre 1998  |                 |
| 25 |                 | Franklin's Gloomy Day Franklin Tells Time           | 23 novembre 1998  |                 |
| 26 |                 | Franklin's Test Franklin and the Duckling           | 30 novembre 1998  |                 |

### Terza stagione (1999-2000)
| nº | Titolo italiano                                                 | Titolo inglese                                            | Prima TV Canada  | Prima TV Italia |
| -- | --------------------------------------------------------------- | --------------------------------------------------------- | ---------------- | --------------- |
| 27 | Franklin e il suo amico notturno Franklin e i due Henry         | Franklin and His Night Friend Franklin and the Two Henrys | 11 ottobre 1999  |                 |
| 28 | L'escursione di Franklin La recita di Franklin                  | Franklin's Nature Hike Franklin's Starring Role           | 18 ottobre 1999  |                 |
| 29 | Il capolavoro di Franklin Franklin e il computer                | Franklin's Masterpiece Franklin and the Computer          | 25 ottobre 1999  |                 |
| 30 | Franklin aiutante perfetto Il fossile di Franklin               | Franklin the Trooper Franklin's Fossil                    | 1º novembre 1999 |                 |
| 31 | Franklin e la trottola del destino Franklin e la cantina        | Franklin and the Fortune Teller Franklin's Cellar         | 8 novembre 1999  |                 |
| 32 | Franklin pianta un albero Franklin l'eroe                       | Franklin Plants a Tree Franklin the Hero                  | 22 novembre 1999 |                 |
| 33 | Franklin e il giorno libero Franklin e i biscotti fatti in casa | Franklin's Day Off Franklin's Homemade Cookies            | 26 novembre 1999 |                 |
| 34 | Franklin il favoloso Franklin va in campeggio                   | Franklin the Fabulous Franklin Camps Out                  | 6 dicembre 1999  |                 |
| 35 | Franklin e il cucciolo Franklin prende l'autobus                | Franklin and the Puppy Franklin Takes The Bus             | 17 gennaio 2000  |                 |
| 36 | Franklin e il compagno copione Franklin il fratellone           | Franklin and the Copycat Big Brother Franklin             | 31 gennaio 2000  |                 |
| 37 | Franklin e un tipo scontroso Franklin e la promessa             | Franklin and the Grump Franklin's Promise                 | 7 febbraio 2000  |                 |
| 38 | Franklin e il temporale Franklin e il succo d'acero             | Franklin and the Thunderstorm Franklin's Maple Syrup      | 14 febbraio 2000 |                 |
| 39 | Franklin dà una mano Franklin e le merende scomparse            | Franklin Helps Out Franklin's Missing Snacks              | 21 febbraio 2000 |                 |

### Quarta stagione (2000)
| nº | Titolo italiano                                       | Titolo inglese                                    | Prima TV Canada | Prima TV Italia |
| -- | ----------------------------------------------------- | ------------------------------------------------- | --------------- | --------------- |
| 40 | Le buone azioni di Franklin Franklin e il sottomarino | Franklin's Good Deeds Franklin's Submarine        | 8 maggio 2000   |                 |
| 41 | Franklin aggiustatutto Franklin ha il singhiozzo      | Mr. Fix-It Franklin Franklin Has the Hiccups      | 15 maggio 2000  |                 |
| 42 | Franklin consegna i giornali Franklin perde i pezzi   | Franklin Delivers Franklin's Shell Trouble        | 22 maggio 2000  |                 |
| 43 | La barca a vela di Franklin Franklin curiosone        | Franklin's Sailboat Franklin Snoops               | 29 maggio 2000  |                 |
| 44 | Il padre di Franklin Franklin gioca a hockey          | Franklin's Father Franklin Plays Hockey           | 4 giugno 2000   |                 |
| 45 | Franklin e i burattini Il record di Franklin          | Franklin and the Puppet Play Franklin's Stopwatch | 11 giugno 2000  |                 |
| 46 | Franklin incontra Ermellino                           | Franklin Meets Ermine Franklin's Funny Business   | 18 giugno 2000  |                 |
| 47 | Franklin e Sam I frutti di bosco di Franklin          | Franklin and Sam Franklin's Berry Patch           | 25 giugno 2000  |                 |
| 48 | Il cugino opossum Le figurine di Franklin             | Franklin's Rival Franklin and the Trading Cards   | 2 luglio 2000   |                 |
| 49 |                                                       | Franklin's Robot Franklin the Detective           | 9 luglio 2000   |                 |
| 50 | Franklin il temerario Il quadrifoglio di Franklin     | Franklin the Fearless Franklin's Lucky Charm      | 16 luglio 2000  |                 |
| 51 | Franklin una gita al mare                             | Franklin at the Seashore Franklin & Snail's Dream | 23 luglio 2000  |                 |
| 52 |                                                       | My Franklin Franklin's Mom                        | 30 luglio 2000  |                 |

### Quinta stagione (2002)
| nº | Titolo italiano                                            | Titolo inglese                                  | Prima TV Canada | Prima TV Italia |
| -- | ---------------------------------------------------------- | ----------------------------------------------- | --------------- | --------------- |
| 53 | Franklin fa l'insegnante L'allergia di Franklin            | Franklin the Teacher Franklin's Allergy         | 29 aprile 2002  |                 |
| 54 | Franklin e il libro scomparso Franklin e Betty             | Franklin Loses a Book Franklin and Betty        | 6 maggio 2002   |                 |
| 55 | La zucca gigante Una piccola orchestra                     | Franklin's Pumpkin Franklin's Jug Band          | 13 maggio 2002  |                 |
| 56 | Le regole sono le regole Un ospite turbolento              | Franklin and the Bus Patrol Franklin and Wolvie | 20 maggio 2002  |                 |
| 57 | Aspettando l'alba Il patto di Franklin                     | Franklin Stays Up Franklin's Bargain            | 27 maggio 2002  |                 |
| 58 | La sfida impossibile 30 libri per una maglietta            | Franklin's Big Game Franklin's Reading Club     | 3 giugno 2002   |                 |
| 59 | Franklin accontenta tutti Franklin e il campione di Hockey | Franklin in Two Places Franklin's First Star    | 10 giugno 2002  |                 |
| 60 | Piccoli astronauti Una festa per Moffetta                  | Franklin's Float Franklin's Party Plans         | 17 giugno 2002  |                 |
| 61 | Che fenomeni, ragazzi! Franklin non può aspettare          | Gee Whiz Franklin Franklin Can't Wait           | 24 giugno 2002  |                 |
| 62 | Il primo giorno di primavera Franklin gioca a golf         | Franklin's Spring First Franklin Plays Golf     | 1º luglio 2002  |                 |
| 63 | I piccoli esploratori                                      | Franklin's Canoe Trip Franklin's Interview      | 8 luglio 2002   |                 |
| 64 | Il cristallo conteso Chiocciola in difficoltà              | Franklin's Crystal Franklin's Advice            | 15 luglio 2002  |                 |
| 65 | Il vaso di biscotti Un picnic particolare                  | Franklin's Cookie Question Franklin's Picnic    | 22 luglio 2002  |                 |

### Sesta stagione (2004)
| nº | Titolo italiano                                   | Titolo inglese                                          | Prima TV Canada | Prima TV Italia  |
| -- | ------------------------------------------------- | ------------------------------------------------------- | --------------- | ---------------- |
| 66 | Voglia di skateboard Tutta colpa di Harriet       | Franklin Itching to Skateboard Franklin Forgives        | 23 maggio 2004  |                  |
| 67 | Il mito dell'hockey Franklin protegge Harriet     | Hockey Fan Franklin Mother Hen Franklin                 | 30 maggio 2004  |                  |
| 68 | Franklin e i distintivi Passione per l'astronomia | Franklin's Badge Franklin Stargazes                     | 6 giugno 2004   |                  |
| 69 | Festa allo stagno Franklin fa autogol             | Franklin's Swimming Party Franklin's Soccer Field Folly | 12 giugno 2004  |                  |
| 70 | Le previsioni del tempo Tutti a scuola di ballo   | Franklin the Weather Turtle Franklin's Dance Lessons    | 14 giugno 2004  |                  |
| 71 | Una grossa responsabilità                         | Franklin in Charge Franklin's UFO                       | 19 giugno 2004  |                  |
| 72 |                                                   | Franklin Migrates Franklin the Photographer             | 20 giugno 2004  |                  |
| 73 |                                                   | Franklin's Word Franklin's Pond Phantom                 | 26 giugno 2004  |                  |
| 74 |                                                   | Franklin the Coach Franklin Plays it Safe               | 28 giugno 2004  |                  |
| 75 |                                                   | Franklin's Favorite Card Franklin's Expedition          | 24 luglio 2004  |                  |
| 76 |                                                   | Franklin's Bike-A-Thon Franklin's Candy Caper           | 25 luglio 2004  |                  |
| 77 |                                                   | Franklin's Go-Cart Race Sir Franklin's Squire           | 1º agosto 2004  |                  |
| 78 |                                                   | Franklin Sees the Big Picture Franklin Figure Skates    | 8 agosto 2004   | 24 novembre 2007 |

## Film (2000-06)
| nº | Titolo italiano                         | Titolo inglese                           | Distribuzione Canada | Distribuzione Italia |
| -- | --------------------------------------- | ---------------------------------------- | -------------------- | -------------------- |
| 1  | Franklin e il Cavaliere Verde - Il film | Franklin and the Green Knight: The Movie | 17 ottobre 2000      |                      |
| 2  | Franklin's Magic Christmas              | Franklin's Magic Christmas               | 6 novembre 2001      |                      |
| 3  | Franklin va a scuola                    | Back to School with Franklin             | 19 agosto 2003       |                      |
| 4  | Franklin e il tesoro del lago           | Franklin and the Turtle Lake Treasure    | 20 dicembre 2006     |                      |